# 2023年北印度洋氣旋季
2023年北印度洋氣旋季，泛指在2023年全年內的任何時間，於北印度洋水域所產生的熱帶氣旋。雖然有關方面並沒有設下本颱風季的指定期限，但大部份北印度洋的熱帶氣旋通常都會於四月至十二月期間形成。
本條目的範圍僅侷限於北印度洋水域。在北印度洋產生的氣旋風暴是由隶属于印度地球科学部的印度氣象局新德里氣旋中心命名，而在該地區的熱帶低氣壓的編號都以 A/B 字母作結。
在香港天文台的天氣圖上也包括東北印度洋地區，若有熱帶氣旋形成，則採用世界氣象組織級別法，最高強度都稱之為「超強颱風」，所有風暴都是無命名的。
（以下各氣旋風暴資訊以氣旋風暴存在期間的最強形態為名稱。）

## 已被國際命名的熱帶氣旋
自2023年北印度洋氣旋季開始以來，本氣旋季總共產生了以下熱帶氣旋。

### 極強氣旋風暴摩卡（Mocha）
5月8日，一個低氣壓在尼科巴群島附近形成，美國海軍研究實驗室給予擾動編號91B。
5月9日晚間11時，印度氣象局將其升格為低氣壓，給予編號BOB02。
5月10日上午11時，印度氣象局將其升格為強低氣壓。
5月11日上午9時，聯合颱風警報中心將其升格為熱帶風暴，並給予熱帶氣旋編號01B。中午12時，印度氣象局將其升格為氣旋風暴，並命名為摩卡（Mocha）。晚間11時，印度氣象局將其升格為強烈氣旋風暴。 
5月12日上午9時，聯合颱風警報中心將其升格為一級熱帶氣旋。上午11時，印度氣象局將其升格為特強氣旋風暴。晚間9時，聯合颱風警報中心將其升格為二級熱帶氣旋。
5月13日凌晨3時，聯合颱風警報中心將其升格為三級熱帶氣旋。上午7時，印度氣象局將其升格為極強氣旋風暴。上午9時，聯合颱風警報中心將其升格為四級熱帶氣旋。
5月14日上午9時，聯合颱風警報中心將其升格為五級熱帶氣旋。下午3時，聯合颱風警報中心將其降格為四級熱帶氣旋。中午12時30分，印度氣象局表示極強氣旋風暴摩卡在緬甸若開邦沿岸登陸。晚間9時，聯合颱風警報中心將其降格為三級熱帶氣旋。晚間11時，印度氣象局將其降格為特強氣旋風暴。
5月15日凌晨3時，聯合颱風警報中心將其直接降格為熱帶風暴。凌晨4時，印度氣象局將其降格為強烈氣旋風暴。上午8時，聯合颱風警報中心判定其已轉化為溫帶氣旋。

### 極強氣旋風暴比頗傑（Biparjoy）
6月5日，一個低氣壓在印度以西形成，美國海軍研究實驗室給予擾動編號90B。
6月6日上午11時，印度氣象局將其升格為低氣壓，給予編號ARB 01。下午4時，印度氣象局將其升格為強低氣壓。晚間8時，印度氣象局將其升格為氣旋風暴，並命名為比頗傑（Biparjoy）。
6月7日凌晨3時，聯合颱風警報中心將其升格為一級熱帶氣旋。上午11時，印度氣象局將其升格為強烈氣旋風暴。下午4時，印度氣象局將其升格為特強氣旋風暴。晚間9時，聯合颱風警報中心將其升格為二級熱帶氣旋。
6月11日上午10時，印度氣象局將其升格為極強氣旋風暴。

### 極強氣旋風暴泰傑（Tej）
10月17日，一個低氣壓在印度以西形成，美國海軍研究實驗室給予擾動編號91A。
10月19日下午5時，印度氣象局將其升格為低氣壓，給予編號ARB 03。
10月20日下午3時，印度氣象局將其升格為強低氣壓。晚間9時，聯合颱風警報中心將其升格為熱帶風暴，並給予熱帶氣旋編號05A。
10月21日上午10時，印度氣象局將其升格為氣旋風暴，並命名為泰傑（Tej）。下午4時，印度氣象局將其升格為強烈氣旋風暴。晚間8時，聯合颱風警報中心將其升格為一級熱帶氣旋。 
10月22日上午6時，聯合颱風警報中心直接將其升格為三級熱帶氣旋。上午7時，印度氣象局將其升格為特強氣旋風暴。下午4時，印度氣象局將其升格為極強氣旋風暴。上午9時，聯合颱風警報中心將其降格為二級熱帶氣旋。晚間8時，印度氣象局將其降格為特強氣旋風暴。晚間9時，聯合颱風警報中心將其降格為一級熱帶氣旋。
9月24日9時，聯合颱風警報中心將其降格為熱帶風暴。下午3時，印度氣象局將其降格為強烈氣旋風暴。

### 特強氣旋風暴哈蒙（Hamoon）
10月19日，一個低氣壓在孟加拉灣形成，美國海軍研究實驗室給予擾動編號92B。
10月22日上午7時，印度氣象局將其升格為低氣壓，給予編號BOB 04。
10月23日凌晨0時，印度氣象局將其升格為強低氣壓。下午3時，聯合颱風警報中心將其升格為熱帶風暴，並給予熱帶氣旋編號06B。晚間11時，印度氣象局將其升格為氣旋風暴，並命名為哈蒙（Hamoon）。
10月24日上午8時，聯合颱風警報中心將其升格為一級熱帶氣旋。 上午10時，印度氣象局將其升格為強烈氣旋風暴。下午3時，印度氣象局將其升格為特強氣旋風暴。

### 氣旋風暴米迪利（Midhili）
11月13日，一個低氣壓在安達曼海形成，美國海軍研究實驗室給予擾動編號94B。
11月14日下午5時，印度氣象局將其升格為低氣壓，給予編號BOB 05。
11月16日上午8時，印度氣象局將其升格為強低氣壓。
11月17日上午9時，聯合颱風警報中心將其升格為熱帶風暴，並給予熱帶氣旋編號07B。上午11時，印度氣象局將其升格為氣旋風暴，並命名為米迪利（Midhili）。

### 強烈氣旋風暴米昌（Michaung）
11月22日，一個低氣壓在南海南部形成，美國海軍研究實驗室給予擾動編號99W。
11月27日下午4時，印度氣象局將其升格為低氣壓，給予編號BOB 06。
11月28日，由於其到達北印度洋，美國海軍研究實驗室重新給予擾動編號95B。
12月2日上午8時，印度氣象局將其升格為強低氣壓。
12月3日上午8時，印度氣象局將其升格為氣旋風暴，並命名為米昌（Michaung）。上午11時，聯合颱風警報中心將其升格為熱帶風暴，並給予熱帶氣旋編號08B。
12月4日上午11時，印度氣象局將其升格為強烈氣旋風暴

## 未被國際命名的熱帶氣旋

### 低氣壓BOB 01
1月15日，一個低氣壓在蘇門答臘島西北方形成，美國海軍研究實驗室給予擾動編號90B。
1月30日下午4時，印度氣象局將其升格為低氣壓，給予編號BOB 01。

### 熱帶風暴03B
6月9日，一個低氣壓在孟加拉灣形成，美國海軍研究實驗室給予擾動編號93B。下午3時，聯合颱風警報中心將其升格為熱帶風暴。

### 強低氣壓BOB 03
7月30日，一個低氣壓在孟加拉灣形成，美國海軍研究實驗室給予擾動編號95B。
8月1日凌晨3時，聯合颱風警報中心將其直接升格為熱帶風暴。上午時，印度氣象局將其升格為低氣壓，給予編號BOB 03。下午3時，印度氣象局將其升格為強低氣壓。

## 2023年風暴名單
熱帶氣旋一旦在孟加拉灣或阿拉伯海增強為氣旋風暴後，印度氣象局就會給予名字。本年度第一個使用的名字是「Mocha」。
印度氣象局自2020年起採用新世代命名表，命名工作由印度氣象局負責，名字是根據以下名單而定，不按年度劃分。風暴名字由13個國家各自提交13個名稱，並以該國英文名稱按字母順序排列，名字使用順序同西北太平洋。尚未使用的名稱以灰色表示，黑體字表示該年已經使用過。
| 提供國家   | 名稱    | 名稱     | 名稱     | 名稱     | 名稱     | 名稱    | 名稱     | 名稱    | 名稱       | 名稱     | 名稱     | 名稱     | 名稱      |
| ---------- | ------- | -------- | -------- | -------- | -------- | ------- | -------- | ------- | ---------- | -------- | -------- | -------- | --------- |
| 孟加拉     | Nisarga | Biparjoy | Amab     | Upakul   | Barshon  | Rajani  | Nishith  | Urmi    | Meghala    | Samiron  | Pratikul | Sarobor  | Mahanisha |
| 印度       | Gati    | Tej      | Murasu   | Aag      | Vyom     | Jhar    | Probaho  | Neer    | Prabhanjan | Ghurni   | Ambud    | Jaladhi  | Vega      |
| 伊朗       | Nivar   | Hamoon   | Akvan    | Sepand   | Booran   | Anahita | Azar     | Pooyan  | Arsham     | Hengame  | Savas    | Tahamtan | Toofan    |
| 馬爾代夫   | Burevi  | Midhili  | Kaani    | Odi      | Kenau    | Endheri | Riyau    | Guruva  | Kurangi    | Kuredhi  | Horangu  | Thundi   | Faana     |
| 緬甸       | Tauktae | Michaung | Ngamann  | Kyarthit | Sapakyee | Wetwun  | Mwaihout | Kywe    | Pinku      | Yinkaung | Linyone  | Kyeekan  | Bautphat  |
| 阿曼       | Yaas    | Remal    | Sail     | Naseem   | Muzn     | Sadeem  | Dima     | Manjour | Rukam      | Watad    | Al-jarz  | Rabab    | Raad      |
| 巴基斯坦   | Gulab   | Asna     | Sahab    | Afshan   | Manahil  | Shujana | Parwaz   | Zannata | Sarsar     | Badban   | Sarrab   | Gulnar   | Waseq     |
| 卡塔爾     | Shaheen | Dana     | Lulu     | Mouj     | Suhail   | Sadaf   | Reem     | Rayhan  | Anbar      | Oud      | Bahar    | Seef     | Fanar     |
| 沙特阿拉伯 | Jawad   | Fengal   | Ghazeer  | Asif     | Sidrah   | Hareed  | Faid     | Kaseer  | Nakheel    | Haboob   | Bareq    | Alreem   | Wabil     |
| 斯里蘭卡   | Asani   | Shakhti  | Gigum    | Gagana   | Verambha | Garjana | Neeba    | Ninnada | Viduli     | Ogha     | Salitha  | Rivi     | Rudu      |
| 泰國       | Sitrang | Montha   | Thianyot | Bulan    | Phutala  | Aiyara  | Saming   | Kraison | Matcha     | Mahingsa | Phraewa  | Asuri    | Thara     |
| 阿聯酋     | Mandous | Senyar   | Afoor    | Nahhaam  | Quffal   | Daaman  | Deem     | Gargoor | Khubb      | Degl     | Athmad   | Boom     | Safar     |
| 也門       | Mocha   | Ditwah   | Diksam   | Sira     | Bakhur   | Ghwizy  | Hawf     | Balhaf  | Brom       | Shuqra   | Fartak   | Darsah   | Samhah    |

## 氣旋季影響
以下圖表顯示了2023年北印度洋氣旋季的所有熱帶氣旋以及它們的登陸資料(如有)。在括號內的死亡人數屬於非直接，但仍與風暴有關的死亡。所有破壞及死亡數字都包括風暴在擾動及溫帶氣旋階段時的資料。
| 風暴名稱     | 持續日期           | 最高強度     | 持續風速      | 氣壓         | 影響地區                           | 損失 （美元） | 死亡人數 | 來源 |
| ------------ | ------------------ | ------------ | ------------- | ------------ | ---------------------------------- | ------------- | -------- | ---- |
| BOB 01       | 1月30日－2月2日    | 低氣壓       | 每小時45公里  | 1004百帕斯卡 | 斯里蘭卡                           | 無            | 0        |      |
| 摩卡         | 5月9日－5月15日    | 極強氣旋風暴 | 每小時215公里 | 931百帕斯卡  | 安達曼-尼科巴群島、東亞、南亞      | $15億         | 463      |      |
| 比頗傑       | 6月6日－6月20日    | 極強氣旋風暴 | 每小時165公里 | 958百帕斯卡  | 印度、巴基斯坦                     | $1.24億       | 17       |      |
| 03B          | 6月9日－6月11日    | 熱帶風暴     | 每小時75公里  | 991百帕斯卡  | 緬甸、孟加拉                       | 無            | 0        |      |
| BOB 03       | 8月1日－8月4日     | 強低氣壓     | 每小時55公里  | 988百帕斯卡  | 緬甸、孟加拉、印度東部             | 無            | 0        |      |
| ARB 02       | 9月30日－10月1日   | 低氣壓       | 每小時45公里  | 1002百帕斯卡 | 印度西部、印度南部                 | 無            | 0        |      |
| 泰傑         | 10月19日－10月25日 | 極強氣旋風暴 | 每小時175公里 | 964百帕斯卡  | 葉門、阿曼、阿聯                   | 無            | 2        |      |
| 哈蒙         | 10月22日－10月25日 | 特強氣旋風暴 | 每小時120公里 | 985百帕斯卡  | 孟加拉                             | $5.67億       | 17       |      |
| 米迪利       | 11月14日－11月18日 | 氣旋風暴     | 每小時75公里  | 1001百帕斯卡 | 印度東北部、孟加拉                 | $2.76億       | 7        |      |
| 米昌         | 11月27日－12月7日  | 強烈氣旋風暴 | 每小時100公里 | 988百帕斯卡  | 馬來西亞、印尼、斯里蘭卡、印度南部 | 無            | 17       |      |
| 季節總結     |                    |              |               |              |                                    |               |          |      |
| 10個熱帶氣旋 | 1月30日－12月7日   |              | 每小時215公里 | 931百帕斯卡  |                                    | $24.7億       | 527      |      |

## 外部連結
- 印度氣象局（页面存档备份，存于）
- 美國聯合颱風警報中心（JTWC）（页面存档备份，存于）
- 中國國家氣象中心-北印度洋氣旋公報（页面存档备份，存于）
- 泰國地球物理暨氣象部門（页面存档备份，存于）